# Inflammatory Bowel Diseases
Inflammatory Bowel Diseases (IBD) es una revista médica mensual revisada por pares que cubre todos los aspectos de la enfermedad inflamatoria intestinal. Fue establecida en 1995 y es publicada por Oxford University Press. Es el diario oficial de la Crohn's & Colitis Foundation . El editor en jefe es Fabio Cominelli ( Universidad Case Western Reserve ). Según Journal Citation Reports , la revista tiene un factor de impacto de 4,525 en 2016, lo que la ubica en el puesto 15 entre 79 revistas en la categoría "Gastroenterología y Hepatología".
Según SCI Journal la revista tiene un factor de impacto en 2022 de 5,325.

## Métricas de revista
2023
- Web of Science Group : 5.325
- Índice h de Google Scholar: 172 (2025)
- Scopus: 3.831

La revista ocupa el diecimoxexto  puesto en el apartado de las revistas de Gastroenterology and Hepatology en Google Scholar con un índice h5 de 64.